# Schwammgallwespe
Die Schwammgallwespe  (Biorhiza pallida), auch Eichen-Schwammgallwespe genannt, ist ein Vertreter der Gallwespen (Cynipidae). Die Art entwickelt sich wie die meisten Gallwespen an Eichen, wobei sie typische Gallen an der Ansatzstelle der Eichenblätter sowie an den Wurzeln bildet. Dabei tritt bei diesen Tieren ein Generationswechsel zwischen einer geschlechtlichen und einer ungeschlechtlichen (parthenogenetischen) Generation auf.

## Merkmale
Die Gallwespen werden drei bis fünf Millimeter lang, die Weibchen werden dabei größer als die Männchen. Sie haben einen braun gefärbten Körper, mit einem kugelförmigen Abdomen. Dadurch sieht vor allem die Wintergeneration, die keine Flügel trägt, Ameisen sehr ähnlich.

## Vorkommen
Die Schwammgallwespen sind in Nordafrika, Europa und Kleinasien verbreitet. Sie sind in Eichenwäldern sehr häufig. 

## Lebensweise

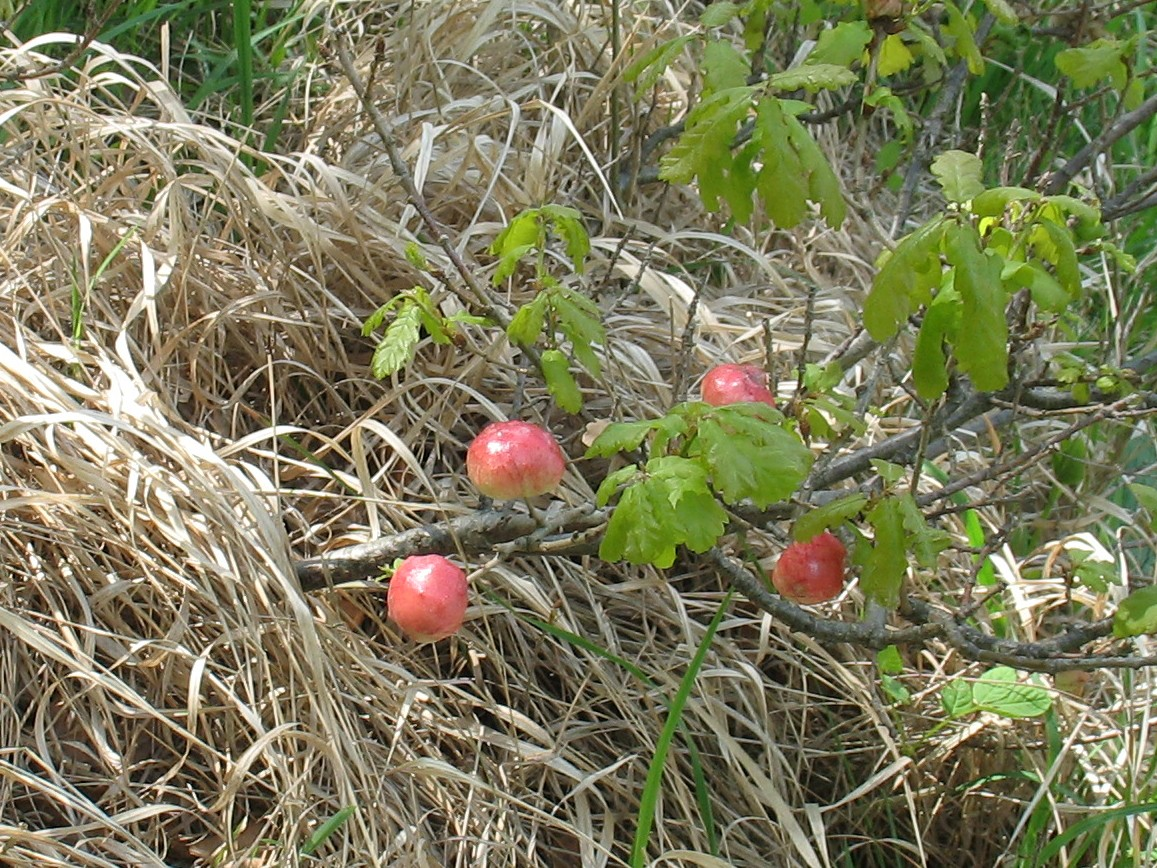
Die Gallen der Biorhiza pallida in dem nationalen Naturdenkmal Bílé stráně (Bezirk Litoměřice, Nordböhmen)

Die Tiere kommen in zwei Generationen im Jahr von November bis Juli vor. Die erste, ungeflügelte Generation besteht ausschließlich aus Weibchen. Sie schlüpfen von Dezember bis Februar aus etwa fünf Millimeter großen, klumpig geformten, hellrötlichen aus einer Kammer bestehenden Gallen, die an den Wurzeln von Eichen wachsen.  
Sie haben zunächst ein weiches Gewebe, das später verholzt. Mehrere solcher Gallen können auch miteinander verwachsen. Nach dem Schlupf müssen die Tiere bis zu ihrem Eiablageort laufen und sind dann auf Schnee leicht zu erkennen. Sie sind äußerst temperaturresistent und sind auch bei etwa 0 °C aktiv. Sie erklettern Eichen um in einer Knospe mehrere ihrer Eier abzulegen. An diesen Knospen bildet sich bis zum Juni eine zwei bis drei, manchmal auch vier Zentimeter große, kartoffelähnliche, aus mehreren Kammern bestehende Galle. Deren Gewebe ist zunächst fleischig, später ähnlich dem Gewebe von Pilzen.  
Daraus schlüpft im Sommer die zweite, geflügelte Generation, unter der sich nun auch Männchen befinden. Die Weibchen haben in Nordeuropa meist, wenn überhaupt, zurückgebildete Flügel, in den südeuropäischen Populationen sind sie voll geflügelt. Die der Männchen sind immer voll entwickelt. Nachdem sie sich gepaart haben, graben sich die Weibchen maximal etwa einem Meter tief in den Boden ein, um vor allem an feinen Wurzeln der Eichen ihre Eier abzulegen. 

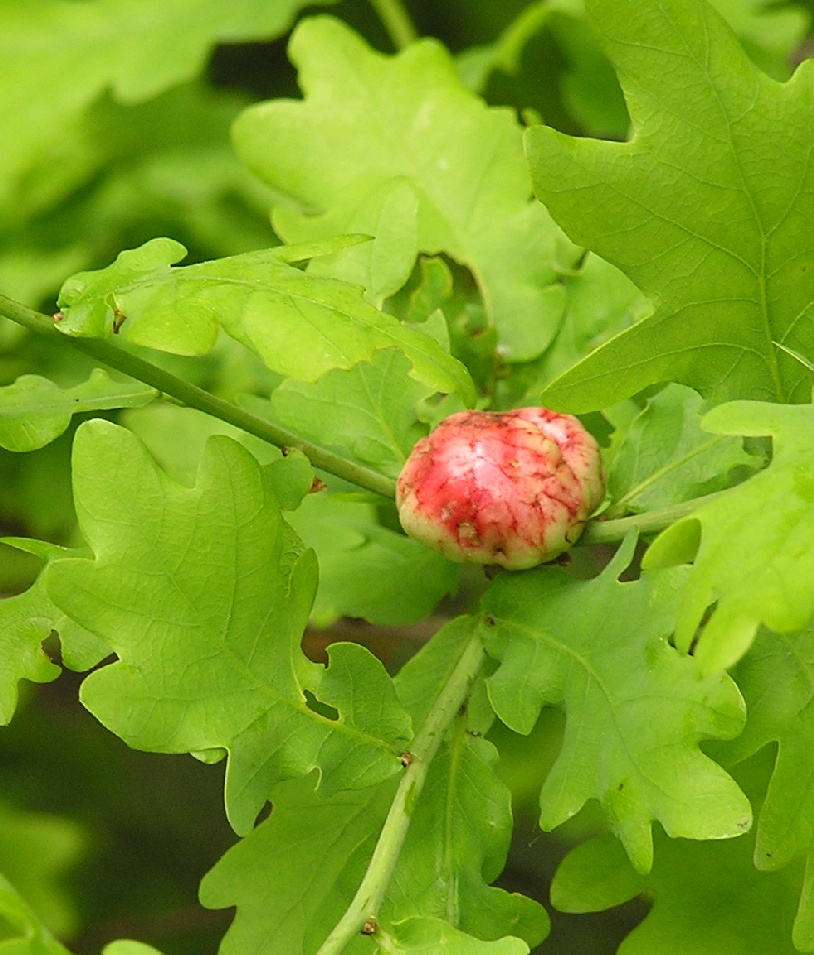
Galle der Schwammgallwespe an einem Eichenblatt
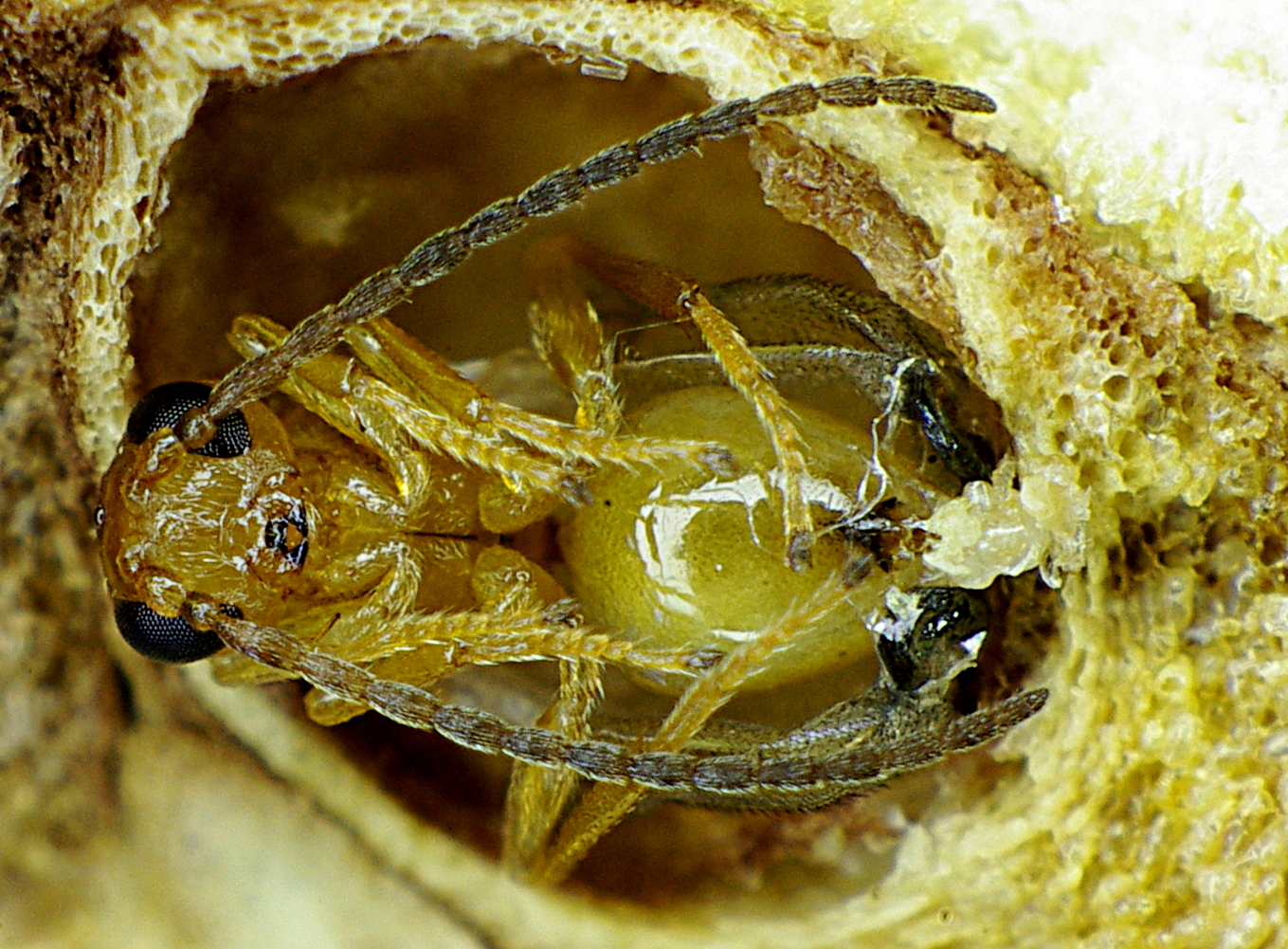
Insekt verlässt die Kammer einer Galle
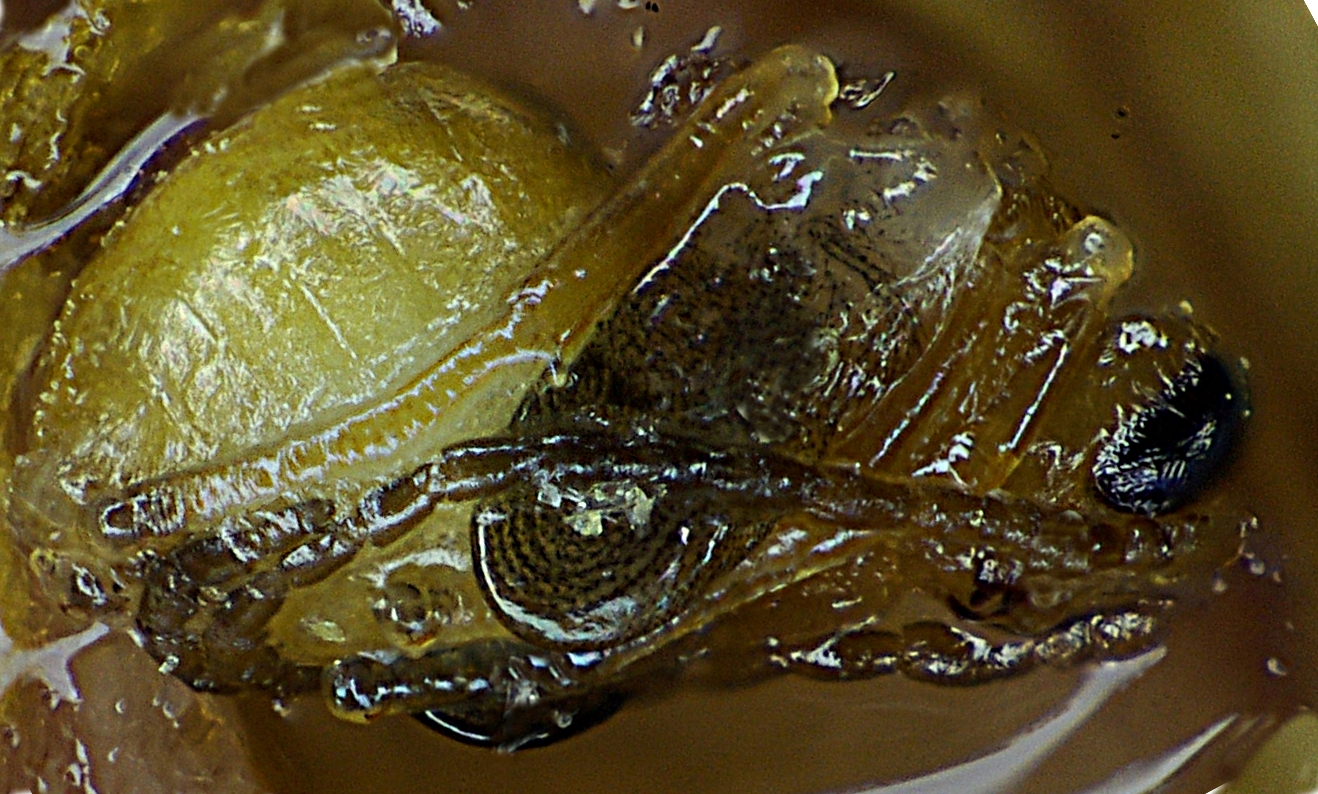
Junge Puppe von der Seite
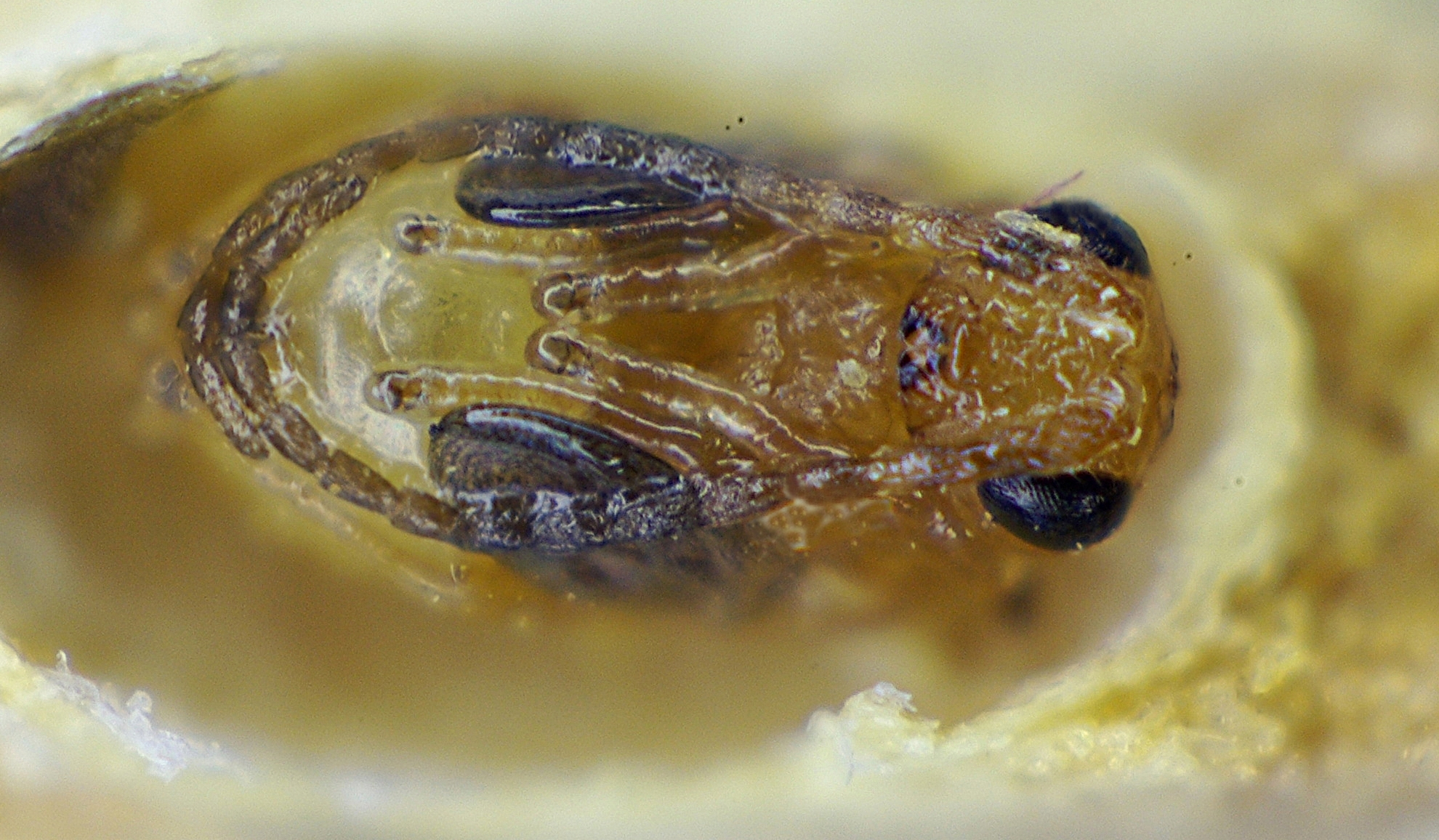
Junge Puppe von unten
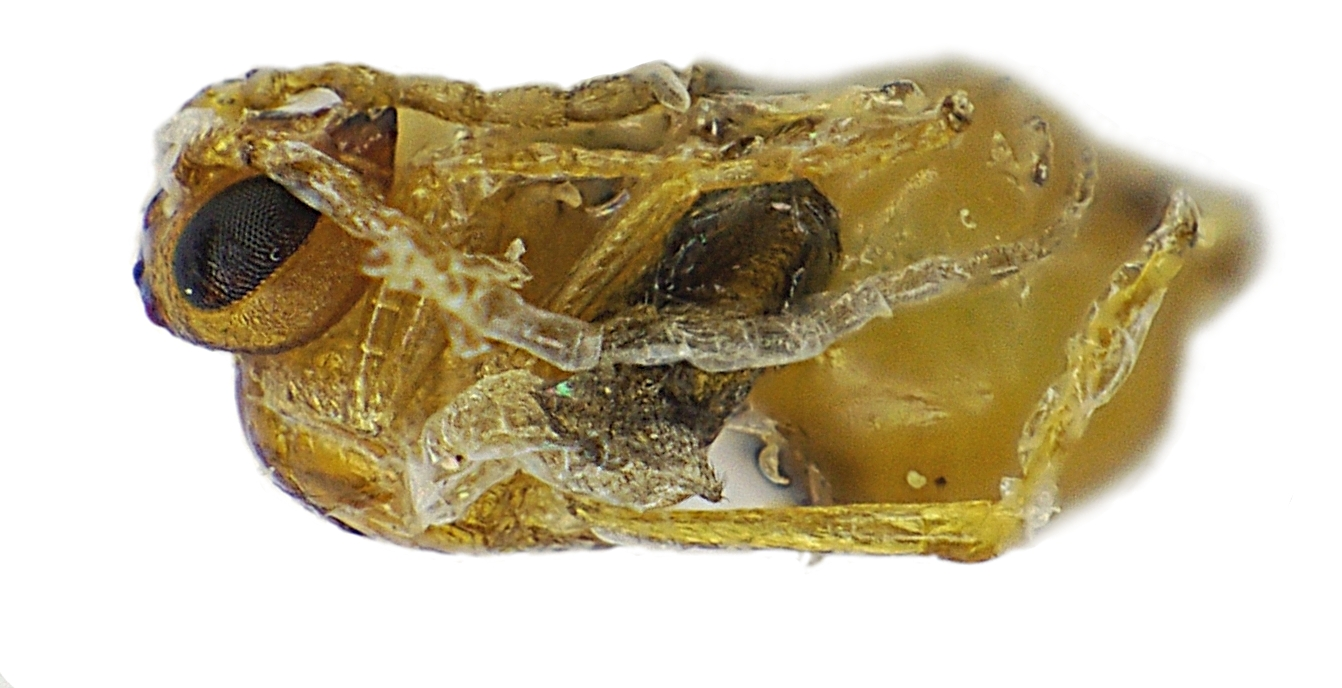
Puppe, Beginn der Häutung
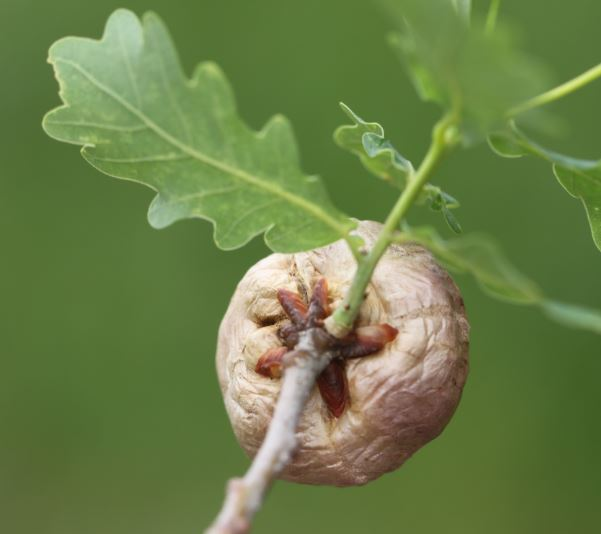
Eichengalle von unten
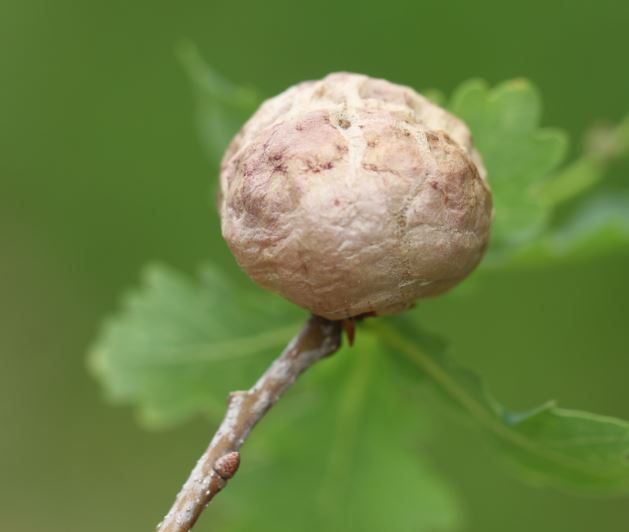
Eichengalle von der Seite
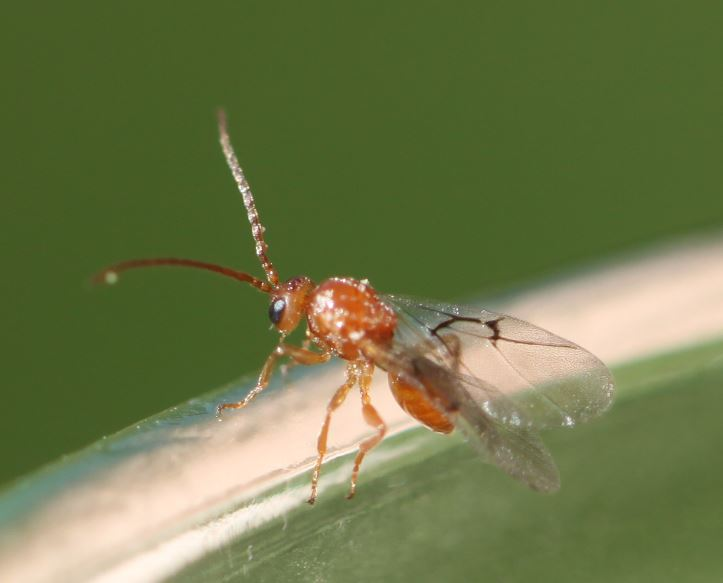
Männchen
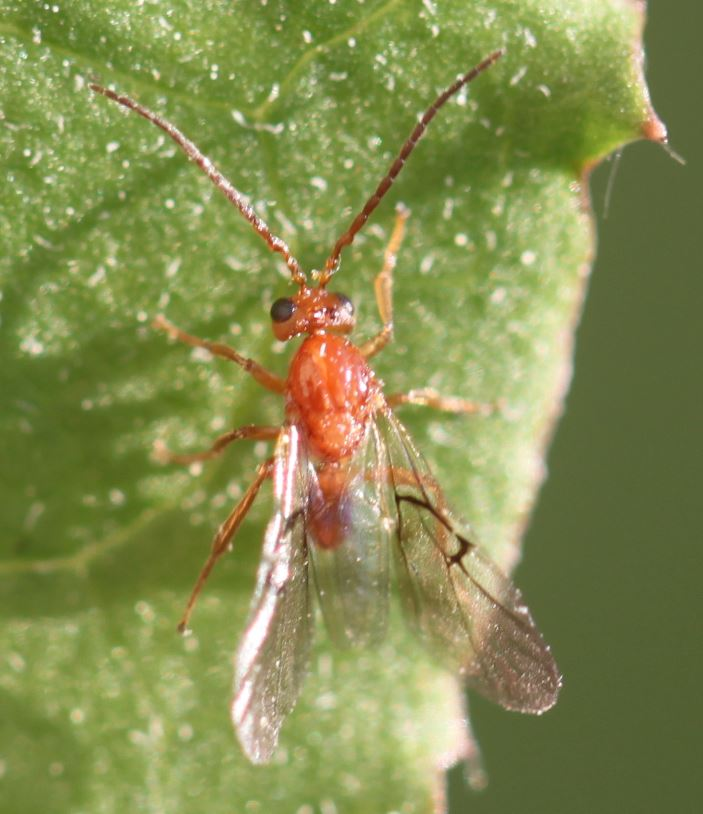
Männchen, Dorsalansicht
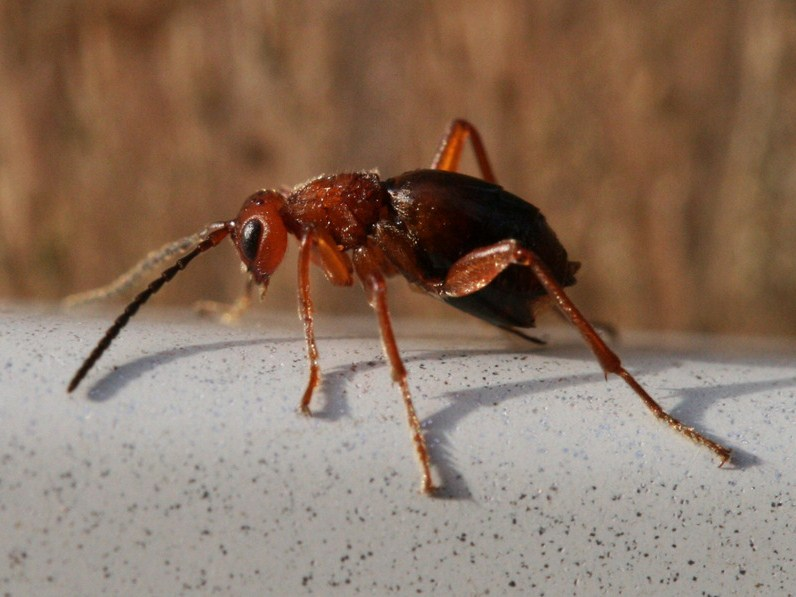
Weibchen
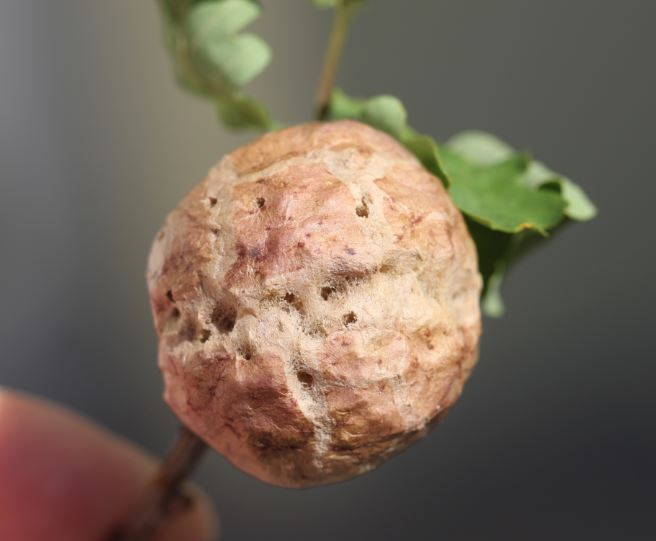
Eichengalle mit Löchern nach dem Schlüpfen der Gallwespen

## Interaktionen
Die Galle wird gelegentlich vom Rüsselkäfer Curculio villosus parasitiert, dessen Larven sich darin entwickeln und die Wespenlarve verdrängen.